# Bataille de Taza (1553)
Conflits entre la régence d'Alger et les dynasties chérifiennes
La bataille du Taza a lieu en décembre 1553. Elle oppose la Régence d'Alger à la dynastie saadienne. Salah Rais laisse 1 500 hommes pour mener l'opération victorieuse contre le camp des saadiens près de Taza, qui est protégé par une armée  composée de 30 000 cavaliers, 10 000 fantassins et 20 canons.

## Histoire
En 1553, le sultan Wattasside Abou Hassan Ali fait appel à la Régence d'Alger afin d'obtenir un appui militaire contre Mohammed ech-Cheikh à Fès
. Salah Rais part avec 600 mousquetaires, 1 000 spahis et 4 000 cavaliers fournis par le royaume de Koukou. Il se met en marche avec son armée en septembre, emmenant avec lui le souverain wattasside.
Lors d’une halte à Tlemcen, Mohammed ech-Cheikh établit son quartier général à Taza, disposant d’une armée de 30 000 cavaliers, 10 000 fantassins et 20 canons. Salah Rais franchit la frontière et arrive en vue du camp marocain en décembre. Il mène une attaque nocturne contre ce camp. Les 1 500 hommes de la colonne d’assaut mettent en déroute les troupes arabes, effrayées par les détonations. Salah Rais parvient ainsi à vaincre les saadiens lors de la première confrontation à Taza,,.
Mohammed ech-Chaykh se retire sur une hauteur en arrière de Taza, puis se replie sur Fès à la mi-décembre. Salah Rais reçoit un renfort de 600 hommes envoyé par le souverain wattasside et se dirige avec l’ensemble de ses forces vers Oued Sebou, à six kilomètres de Fès. Une nouvelle bataille contre les Marocains a lieu à Qudyat-al-Mahali, dans la banlieue de Fès, en janvier, et Salah Rais y remporte la victoire.